# Нанополяризатор

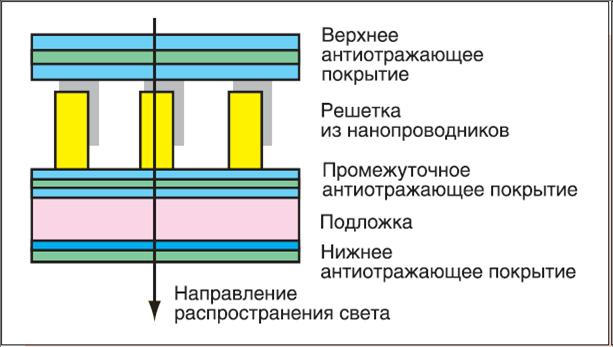
Металло-диэлектрический нанополяризатор представляет собой решётку периодически расположенных (с периодом порядка ста нанометров) нитевидных проводников на поверхности диэлектрика. Излучение, поляризованное так, что электрическое поле параллельно нитевидным проводникам, отражается от наноструктуры, а излучение, поляризованное ортогонально нитям, проходит через наноструктуру почти без потерь.

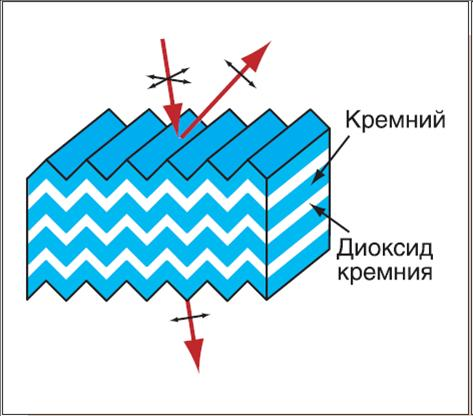
Диэлектрический отражательный нанополяризатор представляет собой гофрированную многослойную диэлектрическую плёнку. В качестве материалов с большим и малым показателями преломления используются кремний (Si) и его двуокись (SiO_{2}).

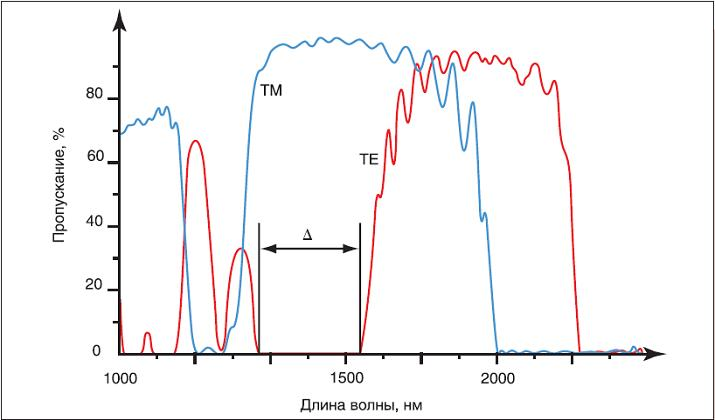
Типичный спектр пропускания многослойной периодической наноструктуры. Δ — рабочий спектральный диапазон поляризатора на основе такой структуры. ТЕ — волна с ориентацией электрического вектора перпендикулярно плоскости падения. ТМ — волна с ориентацией магнитного вектора перпендикулярно плоскости падения.

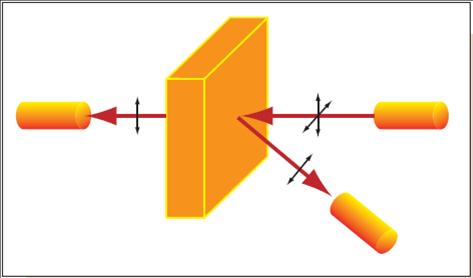
Прохождение светового пучка через поляризатор. Справа на поляризатор падает неполяризованное излучение, однако через поляризатор проходит только излучение, поляризованное вдоль оси пропускания поляризатора. Излучение ортогональной поляризации может быть направлено по другому пути. В этом случае поляризатор превращается в делитель светового пучка. Если направление всех лучей изменить на противоположное, то устройство будет работать как объединитель поляризованных пучков.

Нанополяризатор (англ. nanowire-grid polarizer) — синтетический объёмный или пленочный композитный материал, обладающий анизотропией пропускания и/или отражения, обусловленной структурой его компонента.

## Описание
Объёмные поляризаторы для ближнего инфракрасного диапазона изготавливаются из стекла, содержащего металлические наночастицы вытянутой формы, ориентированные вдоль некоторой оси. Поляризаторы Polar Cor производства компании Corning, США изготавливаются из боросиликатного стекла, содержащего анизотропные наночастицы серебра, а в поляризаторах производства фирмы HOYA Corp., Япония, вместо частиц серебра используются частицы меди.
Недавно разработано два типа пленочных поляризационных материалов, использующих различные механизмы создания анизотропии отражения. В пленочном поляризаторе, разработанном компанией NanoOpto Corporation (США), используется анизотропия отражения от металлического зеркала, изготовленного в виде периодической решётки нанометрового размера. Пленочный поляризатор, созданный фирмой Photonic Lattice Inc. (Япония), использует анизотропию отражения от гофрированной многослойной диэлектрической плёнки.
Принцип действия поляризаторов на основе многослойных структурированных плёнок основан на том, что периодические диэлектрические структуры обладают двулучепреломлением формы. Это значит, что эффективный показатель преломления слоев зависит от поляризации света. При этом спектр отражения многослойного диэлектрического зеркала зависит от значений показателей преломления в слоях. Следовательно, если из анизотропных структур создать многослойное покрытие, то спектр отражения такого зеркала будет обладать сильной анизотропией. Отметим, что многослойная структурированная плёнка фактически является анизотропным одномерным фотонным кристаллом.
Принцип работы поляризаторов на основе металлических линейных наноструктур (линейных решёток) основан на резком уменьшении коэффициента отражения от такой структуры для излучения с ориентацией вектора электрического поля, перпендикулярной штрихам решётки. Линейные решётки с металлическими «штрихами» используются в качестве поляризаторов ещё со времен первых опытов Герца по изучению электромагнитных волн. Однако до недавнего времени такие устройства использовались только в радиодиапазоне электромагнитных волн. Если линейная решётка состоит из тонких проводящих штрихов с периодом меньше длины волны, то такая структура принципиально по-разному действует на световые волны, поляризованные вдоль штрихов и перпендикулярно им. В первом случае решётка ведёт себя так же, как и сплошная металлическая поверхность, а во втором случае — как диэлектрик.
Поляризаторы широко используются в пассивных и активных компонентах современных волоконно-оптических систем связи. Они пропускают линейно-поляризованное излучение с направлением электрического поля, совпадающим с направлением оси пропускания, и блокируют компоненту с ортогональной поляризацией. Если блокируемая компонента не поглощается, а отражается, то устройство может выполнять функции поляризационного делителя или объединителя световых пучков.